# Ottavio Beltrano
Ottavio Beltrano (Terranova da Sibari, 1598 – Ancona, 1654) è stato uno scrittore e tipografo italiano.

## Biografia

Frontespizio dell'opera Breve descrittione del Regno di Napoli di Ottavio Beltrano (1644)

Iniziò la sua attività letteraria a Cosenza per poi spostarsi a Napoli. Fu attivo come tipografo in varie città del Regno di Napoli e ad Ancona. Nel 1626 stampò la Vaiasseide di Giulio Cesare Cortese in una stamperia ubicata in via San Biagio dei Librai. Nel 1637 fu l'editore del primo libro stampato a Sorrento.
Nel 1644 pubblicò la sua opera più importante, la Breve descrittione del Regno di Napoli, «una sorta di guida economica condotta su materiali di seconda mano», con dati «raccolti e dati in luce» dal Beltrano stesso, più volte ristampata, spesso anche con la partecipazione di altri autori, come Cesare d'Engenio Caracciolo ed Enrico Bacco. In tale opera Ottavio si sofferma – tra gli altri – sull'importanza della classe artigiana della città.
Ristrutturò infine l'Almanacco perpetuo di Rutilio Benincasa, che ebbe notevole fortuna, arricchendolo con figure, illustrazioni e nozioni astrologiche, contribuendo così alla lunga tradizione editoriale degli almanacchi, come quello del Barbanera che prosegue.